# پیمان کامپو فورمیو

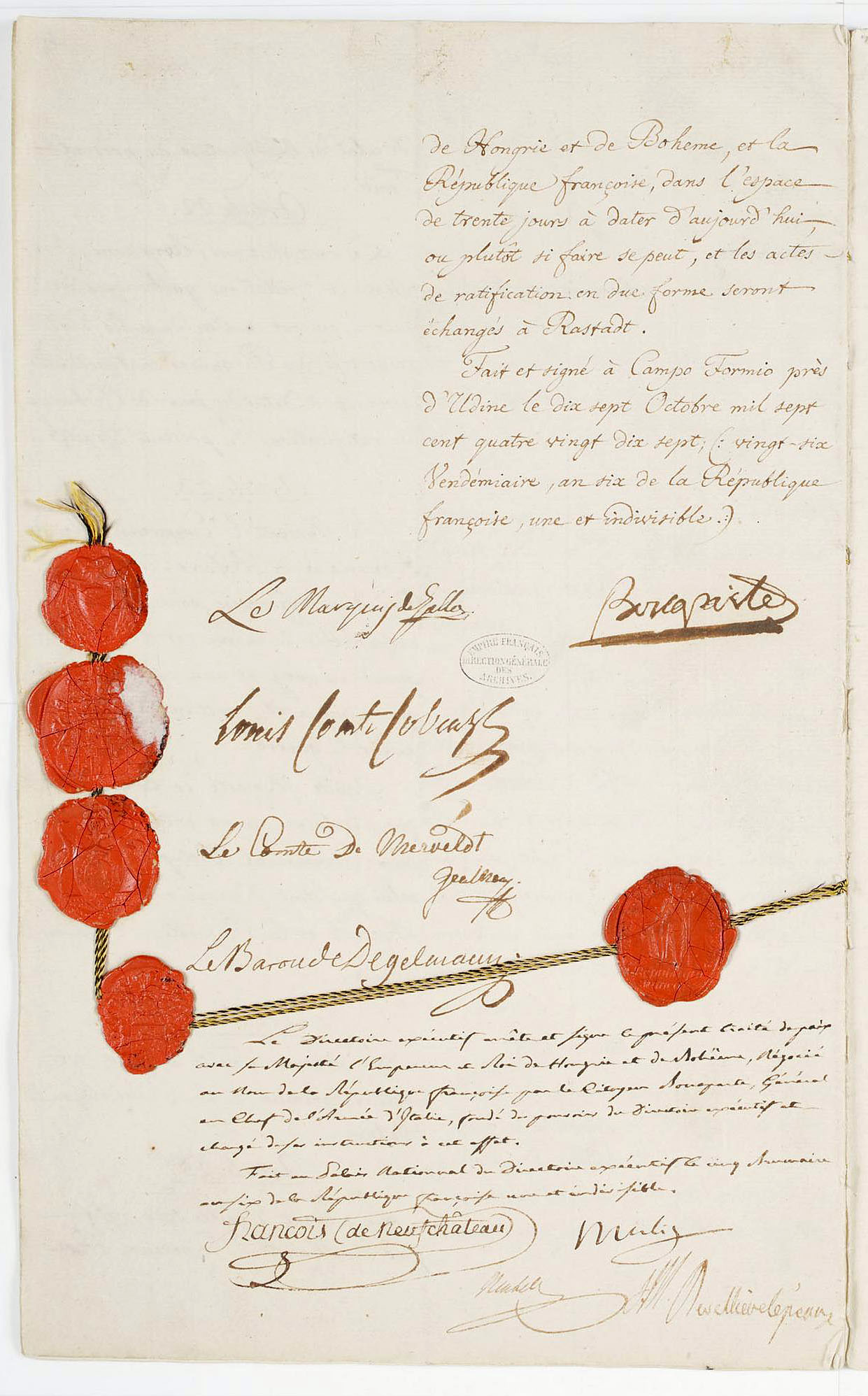
پیمان کامپو فورمیو در آرشیو ملی فرانسه

پیمان کامپو فورمیو در ۱۸ اکتبر ۱۷۹۷ میان ناپلئون بناپارت به نمایندگی جمهوری فرانسه و فیلیپ فون کوبنتسل به نمایندگی پادشاهی اتریش امضا شد. این پیمان به دنبال پیمان ترک مخاصمهٔ لئوبن (۱۸ آوریل ۱۷۹۷) منعقد شد. پیمان لئوبن، پس از لشکرکشی پیروز ناپلئون به ایتالیا به حاکمان هابسبورگی تحمیل شد. این پیمان به جنگ ائتلاف اول خاتمه داد و بریتانیای کبیر را در نبرد علیه فرانسهٔ انقلابی تنها گذاشت.
بندهای عمومی پیمان تنها فرانسه و اتریش را مد نظر قرار می‌داد. این پیمان درخواست برگزاری کنگرهٔ راشتات را داد که در آن مذاکره دربارهٔ صلح نهایی برای امپراتوری مقدس روم انجام شود. در بندهای مخفی، اتریش که حکومت شخصی امپراتور بود، قول به منظور دستیابی به نتیجه‌ای خاص در کنگره با فرانسه همکاری کند. طبق سایر مواد پیمان، جمهوری ونیز منحل شد و قلمرو آن میان فرانسه و اتریش تقسیم شد.
کنگره در دستیابی به صلح شکست خورد و در ۱۲ مارس ۱۷۹۹ فرانسه دوباره علیه اتریش اعلان جنگ داد. این جنگ که جنگ ائتلاف دوم نامیده شد، با پیمان صلح لونویل در سال ۱۸۰۱ خاتمه یافت.

## مکان
کامپو فورمیو که اکنون به نام کامپوفورمیدو شناخته می‌شود، روستایی در غرب اودینه در شمال شرقی ایتالیا است. این روستا بین مرکز فرماندهی اتریش در اودینه و سکونت‌گاه بناپارت قرار داشت. فرماندهٔ فرانسوی در ویلا مانین نزدیک کودروایپو اقامت داشت. پیمان در خانه‌ای قدیمی در میدان اصلی روستا که متعلق به تاجری محلی بود، امضا شد. در ۱۸ ژانویهٔ ۱۷۹۸ نیروهای اتریشی وارد ونیز شدند و سه روز بعد، میهمانی رسمی در کاخ حاکم ونیز برگزار کردند.

## مفاد پیمان
پس از جملات معمول «صلح پایدار و تخطی ناپذیر» بعضی مناطق اتریش به مالکیت فرانسه درآمد. این مناطق شامل اتریش هلند و جزایری در دریای مدیترانه مانند کورفو و سایر جزایر جمهوری ونیز در دریای آدریاتیک بود. ونیز و قلمرو آن میان دو کشور تقسیم شد. جمهوری ونیز، ایستریا و دالماسی به امپراتوری اتریش رسید. اتریش جمهوری آلپ و جمهوری لیگوریا را (که در ناحیهٔ جنوا شکل گرفته بود) به عنوان قدرت‌هایی مستقل به رسمیت شناخت.
افزون بر این، ایالات پادشاهی ایتالیا از زیر دین وفاداری به امپراتوری مقدس روم خارج شدند و وجود رسمی این پادشاهی که از سدهٔ چهاردهم به عنوان ملک شخصی امپراتور به صورت قانونی و نه بالفعل به‌شمار می‌رفت، پایان یافت.
پیمان شامل جملات مخفی نیز بود که توسط ناپلئون و نمایندگان امپراتور اتریش امضا شد. طبق این جملات، چند ناحیهٔ دیگر نیز تقسیم شد؛ لیگوریا استقلال یافت و گسترش مرزهای فرانسه تا راین مورد تأیید قرار گرفت. کشتیرانی آزاد فرانسه در راین، موز و موزل تضمین شد. جمهوری فرانسه به مناطقی که قبلاً هرگز تحت مالکیت فرانسه نبود، گسترش یافت.
پیمان پس از پنج ماه مذاکره، نوشته و امضا شد. بنیان آن بر توافقات حاصله در پیمان لئوبن در آوریل ۱۷۹۷ بود، ولی دو طرف به دلایلی مذاکره را رها کرده بودند. طی دوران مذاکرات، کودتایی سلطنت‌طلبانه در ماه سپتامبر در فرانسه رخ داد و باعث دستگیری و اخراج نمایندگان سلطنت‌طلب و میانه‌رو در دیرکتوار شد.
صلح کامپو فورمیو باعث دگرگونی نقشهٔ اروپا شد و نقش زیادی در شهرت ناپلئون داشت، ولی در واقع، فرجه‌ای بیش نبود. یکی از نتایج آن، جنگ دهقانان بود که پس از ابداع خدمت وظیفهٔ عمومی در فرانسه در سال ۱۷۹۸ در جنوب هلند به وقوع پیوست.
یکی از نتایج پیمان صلح، آزادی ژیلبر دو موتیه دو لافایت از اسارت اتریش بود.